# Buffett Cup
Der Buffett Cup ist ein Bridge-Turnier, das alle zwei Jahre zwischen Teams aus Europa und den USA ausgespielt wird.
Der Wettbewerb orientiert sich an dem Ryder Cup und wird in der Woche durchgeführt, in dem auch das Golf-Turnier läuft. Der Buffett Cup fand erstmals 2006 statt und ist nach seinem Sponsor, dem amerikanischen Geschäftsmann Warren Buffett benannt. Mannschaften werden eingeladen und müssen mindestens zwei weibliche Spieler haben. Das Format ist eine Mischung aus Viererpaaren, Paaren und Individualspielen.
Der Wettbewerb sollte 2014 in Monaco stattfinden, wurde jedoch aufgrund von Unstimmigkeiten innerhalb des Teams der USA, aufgrund welcher Grundlage die Teammitglieder ausgewählt werden sollen, abgesagt.
Der Buffett Cup wurde 2019 in Haikou, China, wieder aufgenommen. Neben den Teams aus den USA und Europa wurde erstmals auch ein Team aus China eingeladen.

## Ergebnisse

### Zusammenfassung
| Team   | Gewinner | 2. Platz | 3. Platz |
| ------ | -------- | -------- | -------- |
| China  | --       | --       | 1        |
| Europa | 1        | 4        | --       |
| USA    | 4        | 1        | --       |

### Nach Jahr
| Jahr | Gewinner |
| ---- | -------- |
| 2019 | USA      |
| 2012 | USA      |
| 2010 | USA      |
| 2008 | Europa   |
| 2006 | USA      |

### 2019 Haikou, China
(1.) USA – 972.3; (2.) Europa – 967.7; (3.) China – 953
| Jianjian Wang (NPC) |
| Jianming Dai        |
| Lixin Yang          |
| Chuancheng Ju       |
| Zhengjun Shi        |
| Meng Kang           |
| Xiaojing Wang       |
| Wenfei Wang         |
| Qi Shen             |

| Paul Hackett (NPC) | England     |
| Sally Brock        | England     |
| Jason Hackett      | England     |
| Justin Hackett     | England     |
| Frederic Wrang     | Schweden    |
| Fiona Brown        | England     |
| Antonio Palma      | Portugal    |
| Louk Verhees       | Niederlande |
| Ricco Van Prooijen | Niederlande |

| Peggy Kaplan (NPC) |
| Bob Hamman         |
| Peter Weichsel     |
| Bart Bramley       |
| Kit Woolsey        |
| Oren Kriegel       |
| Ron Smith          |
| Jill Meyers        |
| Sylvia Shi         |

### 2012 Omaha, Nebraska
USA gewann 107-103.
| Paul Porteous (NPC) | Irland     |
| Michel Bessis       | Frankreich |
| Thomas Bessis       | Frankreich |
| Sally Brock         | England    |
| Fulvio Fantoni      | Monaco     |
| Paul Hackett        | England    |
| Tom Hanlon          | Irland     |
| Kalin Karaivanov    | Bulgarien  |
| Claudio Nunes       | Monaco     |
| Nicola Smith        | England    |
| Rumen Trendafilov   | Bulgarien  |

| Donna Compton (NPC) |
| David Berkowitz     |
| Curtis Cheek        |
| Joe Grue            |
| Bob Hamman          |
| John Hurd           |
| Marc Jacobus        |
| Justin Lall         |
| Jill Levin          |
| Brad Moss           |
| Alan Sontag         |

### 2010 Cardiff, Wales
USA gewann 109-89.
| Paul Hackett (NPC) | England     |
| Sabine Auken       | Deutschland |
| Boye Brogeland     | Norwegen    |
| Giorgio Duboin     | Italien     |
| Fulvio Fantoni     | Italien     |
| Jason Hackett      | England     |
| Justin Hackett     | England     |
| Geir Helgemo       | Norwegen    |
| Tor Helness        | Norwegen    |
| Claudio Nunes      | Italien     |
| Erik Saelensminde  | Norwegen    |
| Antonio Sementa    | Italien     |
| Daniela von Arnim  | Deutschland |

| Donna Compton (NPC) |
| David Berkowitz     |
| Fred Gitelman       |
| Bob Hamman          |
| Geoff Hampson       |
| Bobby Levin         |
| Jill Levin          |
| Zia Mahmood         |
| Jeff Meckstroth     |
| Jill Meyers         |
| Eric Rodwell        |
| Alan Sontag         |
| Steve Weinstein     |

### 2008 Louisville, Kentucky, USA
Europa gewann 205.5-172.5.
| Paul Hackett (NPC) | England     |
| Sabine Auken       | Deutschland |
| Michel Bessis      | Frankreich  |
| Thomas Bessis      | Frankreich  |
| Boye Brogeland     | Norwegen    |
| Tom Hanlon         | Irland      |
| Tor Helness        | Norwegen    |
| Michał Kwiecień    | Polen       |
| Espen Lindqvist    | Norwegen    |
| Hugh McGann        | Irland      |
| Marion Michielsen  | Niederlande |
| Jacek Pszczoła     | Polen       |
| Jan Peter Svendsen | Norwegen    |

| Donna Compton (NPC)  |
| David Berkowitz      |
| Björn Fallenius      |
| Richard Freeman      |
| Steve Garner         |
| Bob Hamman           |
| Geoff Hampson        |
| Zia Mahmood          |
| Janice Seamon-Molson |
| Tobi Sokolow         |
| Alan Sontag          |
| Howard Weinstein     |
| Roy Welland          |

### 2006 Dublin, Irland
USA gewann mit 23.
| Paul Hackett (PC) | England     |
| Sabine Auken      | Deutschland |
| Norberto Bocchi   | Italien     |
| Giorgio Duboin    | Italien     |
| Jason Hackett     | England     |
| Justin Hackett    | England     |
| Tom Hanlon        | Irland      |
| Geir Helgemo      | Norwegen    |
| Tor Helness       | Norwegen    |
| Jan Jansma        | Niederlande |
| Hugh McGann       | Irland      |
| Louk Verhees Jr.  | Niederlande |
| Daniela von Arnim | Deutschland |

| Donna Compton (NPC) |
| David Berkowitz     |
| Larry N. Cohen      |
| Fred Gitelman       |
| Bob Hamman          |
| Geoff Hampson       |
| Bobby Levin         |
| Jill Levin          |
| Zia Mahmood         |
| Jill Meyers         |
| Paul Soloway        |
| Steve Weinstein     |
| Roy Welland         |